# Izavrijska dinastija
Izavrijska dinastija (tudi Sirska dinastija) je bila vladarska rodbina, ki je med leti 717 in 802 vladala Bizantinskemu cesarstvu. Prvi vladar te družine je bil Leon III., ki je leta 717 vkorakal v Konstantinopel in v abdikacijo prisilil Teodozija III. Na prestolu ga je nasledil njegov sin Konstantin V. Naslednji cesar te dinastije je bil Leon IV. Hazar. Po smrti Leona IV. ga je nasledil njegov sin Konstantin VI., vendar ga je leta 797 njegova mati in sovladarica Irena Atenska dala oslepiti, kar je po pravilih Bizantinskega zakona onemogočilo Konstantinovo vladavino. Irena je sama vladala do leta 802. Izavrijska dinastija je povezana predvsem z bizantinskim ikonoklazmom ter poskusom očiščenja krščanske vere od pretiranega čaščenja ikon, kar je povzročilo precejšnje notranje nemire.
Izavrijska dinastija je bila vojaško uspešna proti muslimanskim kalifatom na vzhodu države, manj uspešni pa so bili v Evropi, kjer so doživeli poraz proti Bolgarom, se odpovedali Ravenskemu eksarhatu ter zaradi vpliva Frankov izgubili vpliv v Italiji. Do konca dinastije Izavrijcev leta 802 so se Izavrijci še naprej borili z Arabci in Bolgari za svoj obstoj, zadeve pa so se še bolj zapletle, ko je papež Leon III. kronal Karla Velikega za rimskega cesarja v poskusu proglasitve Karolinškega cesarstva za naslednika Rimskega cesarstva.

## Ozadje: Bizanc v 7. stoletju
Heraklijska dinastija (610–695 in 705–711) se je soočila s hudimi izzivi. Po uspešni zmagi nad sasanidskimi Perzijcev se je cesar Heraklij (vladal 610–641) in njegovo izčrpano kraljestvo soočil z nenadnim začetkom muslimanske ekspanzije iz Arabije v Levant.
Po muslimanski osvojitvi Sirije je tudi bogata provinca Egipt, glavni vir žita in davčnih prihodkov cesarstva, pripadla Arabcem. Bizantinci so se soočili tudi z arabskimi napadi skozi Libijo proti Afriškemu eksarhatu, proti Kilikiji, ki je nadzorovala južne prehode v Malo Azijo, ki je zdaj zadnje večje sosednje ozemlje cesarstva, in proti Armenskemu višavju, glavnemu viru delovne sile cesarstva in vitalnemu blažilniku med območjem sirske puščave, kjer zdaj prevladujejo Arabci, in severovzhodnim prehodom v Malo Azijo. Ta tri območja bodo glavna polja bizantinsko-arabskih sporov v naslednjega pol stoletja. Arabci so še naprej napredovali, predvsem pa so zgradili mornarico, ki je uspešno izzvala bizantinsko nadvlado v Sredozemlju. Izbruh muslimanske državljanske vojne leta 656 je Bizantincem prinesel čas in cesar Konstans II. (vladal 641–668) je okrepil svoj položaj na Balkanu in v Italiji. Njegov naslednik Konstantin IV. (vladal 668–685) je uspel premagati prvo arabsko obleganje Konstantinopla (674–678) in po njem preiti v protiofenzivo, zavarovati Malo Azijo, povrniti Kilikijo in prisiliti kalifat, da se pokloni. Istočasno pa ga je premagal bolgarski kan Asparuh in bil prisiljen sprejeti naselitev svojega ljudstva v bizantinskih deželah južno od Donave. S prvo odstavitvijo sina in naslednika Konstantina IV. in naslednika Justinijana II. leta 695 se je začelo obdobje težav, ki je trajalo skoraj četrt stoletja in je prineslo vrsto katastrof, ki so skoraj povzročile propad bizantinske države. Kartagina je dokončno padla leta 697 in bizantinski poskus obnove je bil naslednje leto neuspešen. Kilikijo so osvojili Arabci in jo spremenili v oporišče za roparske ekspedicije, ki so prodrle globoko v Malo Azijo, oplenile njene utrdbe in mesta, medtem ko so Kavkaz prevzeli pod trdno muslimansko kontrolo. Končno je omajadski kalif Sulejman ibn Abd al-Malik (vladal 715–717) začel pripravljati še en velik pohod za osvojitev Konstantinopla.
Hkrati so katastrofe v 7. stoletju povzročile velike spremembe v družbi in naravi tistega, kar je ostalo od cesarstva: urbanizirana, kozmopolitska civilizacija pozne antike se je končala in začelo se je srednjeveško obdobje. Z upadom večine mest v majhna, utrjena urbana jedra, ki so delovala zgolj kot upravna središča, je družba postala pretežno agrarna, medtem ko sta izobrazba in intelektualno življenje skoraj izginila. Izguba najbogatejših provinc cesarstva, skupaj z zaporednimi invazijami, je zmanjšala imperialno gospodarstvo v razmeroma osiromašeno stanje v primerjavi z viri, ki so bili na voljo kalifatu. Monetarna ekonomija se je obdržala, oživila pa je tudi menjalna ekonomija. Spremenila se je tudi upravna praksa: ob nadaljnjem obstoju poznorimskega provincialnega sistema so bile preživele terenske vojske reorganizirane v tematski sistem kot sredstvo za ohranitev preostalega cesarskega ozemlja, čeprav je bila obsežna moč skoncentrirana v rokah tematskih poveljnikov, strategoi, so bili nagnjeni k uporu. Istočasno se je povečal pomen tudi centralne birokracije v Konstantinopšlu. Na verskem področju je izguba monofizitskih vzhodnih provinc končala potrebo po neuspešnem kompromisnem nauku monoteletizma, ki je bil opuščen na tretjem koncilu onstantinoplu leta 680, medtem ko je kvinsekstni koncil leta 692 videl spodbujanje interesov in stališča carigrajskega patriarhata proti rimskemu sedežu.

## Cesarstvo v krizi, 705–717
Po drugem strmoglavljenju Justinijana II. se je Bizantinsko cesarstvo znašlo v novem obdobju kaosa, ki se je primerjalo le s Fokasovim napačnim ravnanjem v zadnji perzijski vojni. Filipik Bardan, krimski upornik, ki je zasedel prestol, se je izkazal za popolnoma nesposobnega za vladanje. Namesto da bi se soočil z grozečo grožnjo Bolgarov ali Arabcev, je nameraval znova zanetiti verske spore z uveljavitvijo tako osovraženega heraklijskega monotelitizma. Ko je bolgarski kralj Tervel (ki je bil zaveznik Justinijana II.) vdrl v Trakijo, Bardan ni imel druge izbire, kot da pokliče čete teme Opsikion za boj proti Bolgarom. Na cesarjevo žalost mu vojaki niso bili zvesti in po obredni oslepitvi ga je junija 713 zamenjal glavni tajnik cesarja Artemij.
Artemij je bil okronan kot Anastazij II.. Anastazij je cesarstvo na kratko dobro vodil, izboljšal obzidje prestolnice in napolnil žitnice prestolnice, da bi se lahko soočili z novo arabsko invazijo. Vsakemu državljanu je bilo rečeno, naj zbere dovolj hrane za tri leta, kajti če bi Arabci prišli do ožine, bi to nedvomno dolgotrajno oblegali. Vendar se je Anastazij izkazal za preveč dobrega za cesarstvo; v prizadevanju, da bi preprečil arabsko obleganje prestolnice, je Anastazij načrtoval preventivni napad proti zavojevalcem, pri čemer je za oporišče uporabil Rodos. Vendar se je tema Opsikion znova uprla in Anastazij se je leta 715 znašel v solunskem samostanu.
Opsičani so za vladanje cesarstvu izbrali Teodozija, nepripravljenega pobiralca davkov. Izbira skoraj ni temeljila na njegovih sposobnostih; ko je Leon Izavrijec, strateg anatolske teme, prosil senat in patriarha za njegovo podporo, da bi postal cesar, ni bilo treba prepričevati, da bi jo dobil.

## Leon III. Izavrijec, 717–741
Leon III., ki bo postal ustanovitelj tako imenovane Izavrijske dinastije, je bil dejansko rojen v Germanikeji (sodobni Kahramanmaraş) v severni Siriji ok. 685; njegov domnevni izvor iz Izavrije izhaja iz omembe Teofana Spovednika, ki pa je lahko poznejši dodatek. Potem ko ga je Justinijan II. povzdignil v spatarija, se je boril z Arabci v Abasgiji, Anastazij II. pa ga je imenoval za stratega Anatolikov. Po padcu slednjega se je leta 716 Leon povezal z Artabazdom, armenskim generalom, in bil razglašen za cesarja, medtem ko sta dve arabski vojski, ena pod vodstvom kalifovega brata Maslama ibn Abd al-Malika, vojskovali v Mali Aziji. Leon je s premetenimi pogajanji preprečil Maslamahov napad, v katerem je obljubil, da bo priznal kalifovo vrhovnost, vendar je 25. marca 717 vstopil v Konstantinopel in odstavil Teodozija.

### Arabsko obleganje Konstantinopla in njegove posledice
V nekaj mesecih se je novi cesar soočil s svojim prvim velikim izzivom, z množičnim muslimanskim napadom na cesarsko prestolnico: vojska in mornarica kalifata, ki ju je vodil Maslama, je glede na vire štela okoli 120.000 mož in 1800 ladij. Ne glede na dejansko število je bila ogromna sila, veliko večja od cesarske vojske. Na srečo Leona in cesarstva je Anastazij II. popravil in okrepil obmorske zidove prestolnice. Poleg tega je cesar sklenil zavezništvo z bolgarskim kanom Tervelom, ki se je strinjal, da bo nadlegoval zaledje zavojevalcev.
Od julija 717 do avgusta 718 so mesto po kopnem in morju oblegali muslimani, ki so na kopenski strani zgradili obsežno dvojno linijo obhoda in kontravalacije, ki je izolirala prestolnico. Njihov poskus dokončanja blokade po morju pa ni uspel, ko je bizantinska mornarica proti njim uporabila grški ogenj; arabsko ladjevje se je dobro držalo stran od mestnega obzidja, zaradi česar so bile oskrbovalne poti Konstantinopla odprte. Ker je bila oblegana vojska prisiljena podaljšati obleganje v zimo, je zaradi mraza in pomanjkanja živil utrpela grozljive izgube. Spomladi je novi kalif Omar ibn Abd al-Aziz (vladal 717–720) poslal nove okrepitve po morju iz Afrike in Egipta ter po kopnem skozi Malo Azijo. Posadke novih flot so večinoma sestavljali kristjani, ki so začeli v velikem številu bežati, medtem ko so kopenske sile v Bitiniji padle v zasedo in bile poražene. Ker sta lakota in epidemija še naprej pestili arabsko taborišče, je bilo obleganje 15. avgusta 718 opuščeno. Ob vrnitvi je arabsko ladjevje utrpelo dodatne žrtve zaradi neviht in izbruha vulkana Thera.
Tudi med obleganjem je Leon uspel zadušiti poskuse odcepitve: njegove čete so hitro strmoglavile upor na Siciliji, kjer je bil za cesarja razglašen Bazilij Onomagoul. Leta 719 je prestal tudi poskus odstavljenega Anastazija II., da bi si povrnil prestol z bolgarsko pomočjo. Leon je še okrepil svoj položaj tako, da je leta 718 kronal svojo ženo Marijo za Avgusto in leta 720 svojega sina Konstantina za socesarja. Leon je izkoristil oslabljeno stanje kalifata po ogromnih izgubah, ki so jih utrpeli pred Konstantinoplom, zato je lahko sprožil protiofenzivo, ki je dosegla nekaj uspeha. Vendar so si Arabci kmalu opomogli in od leta 720 začeli letne napade, ki so opustošili velike dele Male Azije, kljub bizantinskemu zavezništvu s Hazarji, ki so začeli napade na severnem krilu kalifata. Ikonij in Cezareja sta bila oplenjena, bizantinske čete pa so bile spet pregnane iz Armenije.

### Začetek ikonoklazma
Leon je razočaran nad svojimi vojaškimi neuspehi prišel do tega, da je v modi tistega časa verjel, da je cesarstvo izgubilo božansko naklonjenost. Že leta 722 je poskušal prisiliti Jude v cesarstvu k spreobrnitvi, a je kmalu začel usmerjati pozornost na čaščenje ikon, ki so ga nekateri škofje imeli za malikovalstvo. Po ponovnem izbruhu vulkana There leta 726 je izdal edikt, s katerim je obsodil njihovo uporabo, in dal odstraniti Kristusovo podobo iz Vrat Halke, slovesnega vhoda v Veliko palačo v Konstantinoplu. Cesar je bil vse bolj kritičen do ikonofilov in na dvornem svetu leta 730 je uradno prepovedal upodobitve verskih osebnosti.
Leonova zaveza ikonoklazmu je povzročila odzive tako med ljudstvom kot Cerkvijo. Vojaki, ki so sneli Kristusovo podobo iz Halke, so bili linčani, tematski upor, ki je izbruhnil v Grčiji leta 727, pa je bil vsaj deloma motiviran z ikonofilsko vnemo. Patriarh German I. je odstopil, zamenjal pa ga je bolj ubogljivi Anastazij. Cesarjev edikt je požel obsodbo papežev Gregorja II. in Gregorja III. ter Janeza Damaščana. Na splošno pa je spor ostal omejen, saj se je Leon vzdržal aktivnega preganjanja ikonofilov.
Razkol s papeštvom je imel tudi druge razloge: Leon je prenesel škofije vzhodnega Ilirika (približno stare škofije Makedonije) iz Rima pod jurisdikcijo Konstantinopla in papeža dodatno prikrajšal za dohodke Sicilije in Kalabrije. Obenem Leon ni uspel zagotoviti pomoči bizantinskemu eksarhatu v Raveni. Leta 727 so lokalne bizantinske sile strmoglavile svojega poveljnika in okoli leta 738 je mesto za nekaj časa zavzel langobardski kralj Liutprand.

### Zadnja letna
Zdelo se je, da je sprejetje ikonoklazma v cesarjevih očeh res upravičeno, kajti uspeh se je vrnil v cesarsko orožje, muslimani pa so med letoma 727 in 732 utrpeli vrsto porazov. Naslednja leta so bila težja, zlasti ko so Arabci premagali Hazarje in prisilili svojega voditelja, da se je spreobrnil v islam. Leta 740 pa sta cesar in njegov sin dosegla odločilno zmago nad invazijsko arabsko vojsko pri Akroinonu, kar je zaustavilo zagon arabskih napadov.
Marca 741 (starejši viri ga raje datirajo v leto 726) je Leon razglasil tudi Eklogo, revidiran izbor zakonov, vzetih predvsem iz starejšega Justinijanovega kodeksa. Krščanski vpliv se kaže v izrazitem zmanjšanju kaznivih dejanj, za katera je zagrožena smrtna kazen, vendar pa je zbirka obratno razširila uporabo pohabljanja, ki se dojema kot bolj humano, kot kazen. Ekloga se je izkazala za priljubljeno kot jedrnat pravni priročnik, ki je ostala standardno pravno besedilo do uvedbe Epanagoge v poznem 9. stoletju in je bila prevedena v slovanščino, arabščino in armenščino.
Leon je umrl mirno v svoji postelji 18. junija 741, prvi cesar, ki je to storil po Konstantinu IV.. Med svojo vladavino mu je uspelo obraniti arabske napade in utrditi vzhodno mejo cesarstva. Po drugi strani pa je njegova uvedba novega in nepotrebnega teološkega spora, čeprav trenutno razmeroma blag, ogrozila njegova prizadevanja za ponovno vzpostavitev stabilnosti cesarstva.

## Konstantin V., 741–775
Konstantin se je rodil v Konstantinoplu, sin in naslednik cesarja Leona III. in Marije. Avgusta 720 ga je na prestol povezal njegov oče, ki ga je dal poročiti s Tzitzak, hčerko hazarskega kagana Biharja. Njegova nova nevesta je bila leta 732 krščena kot Irena (Eirēnē, »mir«). Konstantin V. je 19. aprila 741 nasledil svojega očeta kot edini cesar.

### Državljanska vojna proti Artabazdu in prve bitke proti čaščenju podob
Konstantin je junija 741 ali 742 prečkal Malo Azijo, da bi se pod vodstvom Hišama ibn Abd al-Malika na vzhodni meji boril proti Omajadskemu kalifatu. Toda med tem potovanjem so Konstantina napadle sile njegovega svaka Artabazda, stratega Armenske teme. Artabazd je bil mož Ane, Konstantinove starejše sestre.
Poraženi Konstantin je poiskal zatočišče v Amoriju, medtem ko je zmagovalec napredoval proti Konstantinoplu in bil sprejet za cesarja. Medtem ko je Konstantin zdaj dobil podporo anatolskih in trakezijskih tem, je Artabazd poleg svojih armenskih vojakov zagotovil podporo tem Trakije in Opsikiona.
Potem ko sta nasprotna cesarja čakala na vojaške priprave, je Artabasd odkorakal proti Konstantinu, vendar je bil maja 743 poražen. Tri mesece pozneje je Konstantin premagal Artabasdovega sina Niketosa in se odpravil proti Konstantinoplu. V začetku novembra je bil Konstantin sprejet v prestolnico in se je nemudoma obrnil proti svojim nasprotnikom ter jih dal oslepiti ali usmrtiti. Morda zato, ker je bila Artabasdova uzurpacija medsebojno povezana z obnovitvijo čaščenja podob, je Konstantin postal morda še bolj goreč ikonoklast kot njegov oče.
Konstantinov slabšalni vzdevek Kopronim (»poimenovan z gnojem«: iz kopros, »iztrebki« ali »živalski iztrebki«; in onoma, »ime«) so mu nadeli njegovi zapriseženi sovražniki glede tega izjemno čustvenega vprašanja, ikonodulov. Z opolzkim imenom so širili govorice, da je kot dojenček opravljal blato v svoj krstni kamen ali cesarsko škrlatno tkanino, v katero je bil povit.

### Kampanja proti ikonam
Konstantinovo stališče do ikonoklazma je bilo jasno:

....Ne more se upodobiti. Kajti tisto, kar je upodobljeno v eni osebi, in tisti, ki to osebo omejuje, je jasno opisal božansko naravo, ki je ni mogoče omejevati.
Februarja 754 je Konstantin sklical sinodo v Hieriji, ki so se je udeležili vsi ikonoklastni škofje. Svet je odobril Konstantinovo versko politiko in zagotovil izvolitev novega ikonoklastičnega patriarha, vendar ni želel slediti vsem Konstantinovim stališčem. Koncil je potrdil status Marije kot Theotokos ali Matere božje, okrepil uporabo izrazov 'svetnik' in 'sveti' in obsodil skrunitev, požig ali plenjenje cerkva v prizadevanju za zatiranje ikonofilov.
Sledila je kampanja za odstranitev podob s sten cerkva ter za očiščenje sodišča in birokracije ikonodulov. Ker so bili samostani po navadi trdnjave ikonofilskih čustev, je Konstantin posebej ciljal na menihe, jih ločil in prisilil, da se poročijo z nunami na Hipodromu, ter razlastil samostansko lastnino v korist države ali vojske. Zatiranje menihov (ki je doseglo vrhunec leta 766) je v veliki meri vodil cesarjev general Mihael Lahanodrakon, ki je uporniškim menihom grozil z oslepitvijo in izgnanstvom.
Ikonodulskega opata Štefana Neosa je drhal na ukaz oblasti brutalno linčala. Zaradi tega je veliko menihov zbežalo v južno Italijo in na Sicilijo. Do konca Konstantinove vladavine je šel ikonoklazem tako daleč, da je relikvije in molitve svetnikom označil za krivoverske.
Konec koncev so ikonofili njegovo smrt smatrali za božjo kazen. V 9. stoletju so ga izkopali in njegove ostanke vrgli v morje.

### Pohodi proti Arabcem in Bolgariji
Konstantin je bil tudi sposoben general in upravitelj. Reorganiziral je teme, vojaška okrožja cesarstva in ustvaril nove divizije terenske vojske, imenovane tagmata. Ta organizacija je bila namenjena zmanjšanju nevarnosti zarot in povečanju obrambnih zmogljivosti cesarstva. S to reorganizirano vojsko se je podal v pohode na treh glavnih mejah.
Leta 746 je Konstantin izkoristil nestabilne razmere v Omajadskem kalifatu, ki je pod Marvanom II. razpadal, napadel Sirijo in zavzel Germanikejo (sodobni Maraş, rojstni kraj njegovega očeta). Organiziral je preselitev dela lokalnega krščanskega prebivalstva na cesarsko ozemlje v Trakiji. Leta 747 je njegova flota uničila arabsko floto pri Cipru. Leta 752 je Konstantin vodil invazijo na novi Abasidski kalifat pod As-Saffahom. Konstantin je zavzel Teodozijupolis in Meliteno (Malatijo) ter ponovno naselil nekaj prebivalstva na Balkan. Te kampanje niso uspele zagotoviti nobenih konkretnih pridobitev (razen dodatnega prebivalstva, zaposlenega za krepitev druge meje), vendar je pomembno omeniti, da je pod Konstantinom V. cesarstvo prešlo v ofenzivo.
Ti uspehi so omogočili vodenje agresivne politike na Balkanu. S preselitvijo krščanskega prebivalstva z vzhoda v Trakijo je Konstantin V. želel povečati blaginjo in obrambo tega območja, kar je vzbudilo zaskrbljenost severne sosede cesarstva, Bolgarije, in obe državi sta se spopadli leta 755. Kormisoš Bolgarski je vdrl vse do Anastazijevega zidu, vendar ga je v bitki premagal Konstantin V., ki je začel dolgo serijo devetih uspešnih pohodov proti Bolgarom, ki so v naslednjem letu dosegli zmago nad Kormisoševim naslednikom Vinehom pri Marcellae.
Tri leta kasneje je bil poražen v bitki pri prelazu Riški, vendar Bolgari niso izkoristili uspeha. Leta 763 je odplul v Anhial z 800 ladjami, na katerih je bilo 9600 konjenikov in nekaj pehote. Konstantinove zmage, vključno s tisto pri Anchialu leta 763, so povzročile precejšnjo nestabilnost v Bolgariji, kjer je šest monarhov zaradi svojih neuspehov izgubilo krono.
Leta 751 je langobardski kralj Ajstulf zavzel Raveno in s tem končal več kot dvestoletno bizantinsko oblast.
Leta 775 so Konstantina prepričali, da je bolgarskemu vladarju Telerigu razkril identiteto svojih agentov v Bolgariji. Ti so bili takoj odpravljeni; tako se je Konstantin začel pripravljati na nov pohod proti Bolgarom – med katerim je 14. septembra 775 umrl.
Konstantinovi pohodi so bili dragi; med njegovo vladavino so se letni prihodki Bizantinskega cesarstva zmanjšali na približno 1.800.000 nomizmov zaradi njegovih različnih vojn in arabskih osvajanj.

## Leon IV., 775–780
Leon je bil sin cesarja Konstantina V. njegove prve žene Tzitzak iz Hazarije (po spreobrnjenju znane kot Irene), hčerke hazarskega kagana (ki naj bi bil Bihar). Leta 751 ga je oče okronal za socesarja, nato pa se je Leon decembra 769 poročil z Ireno, Atenko iz plemiške družine. Leta 775 je umrl Konstantin V. in Leon je ostal edini cesar.
24. aprila 776 je Leon po precedensu, ki sta ga postavila njegov oče in dedek, za socesarja imenoval svojega sina Konstantina VI. To je privedlo do upora Levovih petih polbratov, vključno s cezarjem Nikeforjem, ki so upali, da bodo sami pridobili prestol. Vstaja je bila hitro zadušena, zarotniki pa so bili pretepeni, tonzurirani in pod stražo izgnani v Hersonsko temo.
Leon IV. Hazar je bil pod očetom vzgojen kot ikonoklast, vendar je bil poročen z Ireno, ikonodulo. Zavedajoč se razdeljenosti v svojem kraljestvu, je sledil poti sprave do ikonodulov, ki so jih cesarska politika prej razglasila za krivoverske. Leon je dovolil menihom, ki so bili preganjani in izgnani pod njegovim očetom, da se vrnejo v svoje samostane, in nekateri med pravovernimi so ga mazilili za »prijatelja Matere božje«, ker je menihom dovolil obdržati podobe Bogorodice. Poleg popustljivih dejanj je Leon po smrti predhodnika na mesto carigrajskega patriarha imenoval tudi simpatizerja ikonodula, Pavla Ciprskega. Ob koncu svoje vladavine je Leon obrnil svoje strpno stališče.
Leonova vladavina je sovpadala z vladavino tretjega abasidskega kalifa Al-Mahdija, ki je od leta 777 do 780 zaporedoma vdrl v bizantinske dežele, preden ga je Leonova vojska, ki jo je vodil general, kot je bil Mihael Lahanodrakon, na koncu odbila. Leon se je sam s svojo vojsko podal proti Bolgarom, vendar je med pohodom umrl zaradi vročine. Leonova smrt 8. septembra 780 je povzročila prihod njegove žene Irene na prestol.

## Konstantin VI. in regentstvo Irene, 780–797
Edinega otroka cesarja Leona IV. in Irene, Konstantin VI., je njegov oče okronal za socesarja leta 776. Levova prezgodnja smrt leta 780 je pri devetih letih pustila Konstantina edinega cesarja, Irene pa je bila njegova regentka.
Leta 782 je bil zaročen z Rotrudo, hčerko frankovskega kralja Karla Velikega in njegove tretje žene Hildegarde. Irena je sama prekinila zaroko leta 788. Leta 787 je Konstantin podpisal dekrete drugega nicejskega koncila, vendar se zdi, da je imel ikonoklastične simpatije.
Ko je dopolnil šestnajst let, je bil Konstantin upravičen do samostojnega vladanja. Irene je ostala aktivna udeleženka vlade; potem ko je bila zarota proti njej spomladi 790 zatrta, si je prizadevala za uradno priznanje za cesarico. Z vojaško podporo Armencev je Konstantin zavrnil svojo mater in vstopil v obdobje samostojne vladavine. Leta 792 je obrnil svoje stališče in Ireni podelil naziv cesarice in jo postavil za svojo uradno sodelavko.
Šibkost Konstantina je povzročila nezadovoljstvo med njegovimi podporniki. Pokazal je nejunaško vedenje po porazih proti Kardamu Bolgarskem leta 791 in 792. Razvilo se je gibanje v korist njegovega strica, cesarja Nikeforja. Konstantin je svojemu stricu dal iztakniti oči in odrezati jezike štirim drugim očetovim polbratom. Njegovi nekdanji armenski podporniki so se uprli, potem ko je oslepil njihovega generala Alexiosa Moseleja. Ta upor je leta 793 s skrajno okrutnostjo zadušil.
Nato se je ločil od svoje žene Marije iz Amnije, ki mu ni uspela dati moškega dediča in se poročil s svojo ljubico Teodoto, kar je bilo nepriljubljeno in morda nezakonito dejanje, čeprav ga patriarh ni upošteval. S svojimi dejanji je Konstantin izgubil vso podporo, tako vladajoče ortodoksne kot ikonoklastične opozicije.
Leta 797 so Konstantina ujeli in oslepili privrženci njegove matere, ki so organizirali zaroto. Po večini sodobnih poročil je umrl zaradi ran nekaj dni kasneje, Irene pa je bila okronana za prvo cesarico, ki je vladala v Konstantinoplu. Pretendenti za prestol, ki so trdili, da so Konstantin VI., so se pozneje pojavili med vladavino Mihaela II.

## Irenina edina vladavina in propad, 797–802
Čeprav se pogosto trdi, da se je Irena kot monarhinja imenovala bazilejka (βασιλεύς), 'cesarica', namesto bazilisa (βασίλισσα), 'cesarica', v resnici obstajajo le trije primeri, ko je znano, da je uporabljala naziv basileus: dva pravna dokumenta, v katerih se je podpisala kot 'cesarica Rimljanov', in zlatnik iz njen najden na Siciliji z naslovom basileus. V zvezi s kovancem je napis slabe kakovosti, zato je lahko pripis Irene problematičen. V resnici je uporabljala naziv basilissa v vseh drugih dokumentih, kovancih in pečatih.

## Sources
- Cheynet, Jean-Claude, ur. (2006), Le Monde Byzantin: Tome II, L'Empire byzantin 641–1204 (v francoščini), Paris: Presses Universitaires de France, ISBN 978-2-13-052007-8
- Haldon, John F. (1990), Byzantium in the Seventh Century: The Transformation of a Culture, Cambridge University Press, ISBN 978-0-521-31917-1
- Lilie, Ralph-Johannes (1996), Byzanz unter Eirene und Konstantin VI. (780–802) (v nemščini), Frankfurt am Main: Peter Lang, ISBN 3-631-30582-6
- Ostrogorsky, George (1997), History of the Byzantine State, Rutgers University Press, ISBN 978-0-8135-1198-6
- Rochow, Ilse (1994), Kaiser Konstantin V. (741–775). Materialien zu seinem Leben und Nachleben (v nemščini), Frankfurt am Main: Peter Lang, ISBN 3-631-47138-6
- Runciman, Steven (1975), Byzantine civilisation, Taylor & Francis, ISBN 978-0-416-70380-1